# Inre fjärden
Inre fjärden är en sjö i Eckerö på Åland. Sjöns djup är 1,9 meter, arean cirka 92 hektar och strandlinjen cirka 9 kilometer. Inre fjärden kan räknas som Finlands västligaste insjö då det längre västerut endast finns fem små tjärnar.
Inre fjärden mynnar i norr ut i den mindre sjön Kråkskärsfjärden och genom den vidare ut i havet.
Inre fjärden var den enda nominerade kandidaten från Åland när Finlands miljöcentral 2011 utsåg Finlands landskapssjöar. Ålands två största sjöar togs även med i tävlingen, Vandöfjärden och den slutgiltiga vinnaren Östra och Västra Kyrksundet.